# 始格
始格（英語：Egressive case，缩写：egre）是一种语法格，在词语中表示移动或动作的开始。
这个格在乌拉尔语系乌德穆尔特语和维普斯语中有使用。

## 语例

### 烏德穆爾特語
“гуртысeн”——从村子开始。
其中：
- “гурт”：村子；
- “ысeн”：从……开始。